# Eunice Sanborn
Eunice Sanborn (ur. 20 lipca 1896, zm. 31 stycznia 2011) – Amerykanka, znana z długowieczności. Po śmierci Eugénie Blanchard 4 listopada 2010 r. przypadł jej tytuł najstarszej żyjącej osoby na świecie. Jednakże po jej śmierci okazało się, że żyła wówczas starsza od niej Maria Gomes Valentim.
Urodziła się jako Eunice Allen Lyonie w Lake Charles w stanie Luizjana. Pierwszy raz wzięła ślub w 1913 r. Jej mąż zginął w wypadku. W 1937 r. przeniosła się wraz z drugim mężem do Teksasu. Sanborn miała córkę, która zmarła w 2005 roku w wieku 90 lat.
Zmarła 31 stycznia 2011 w swoim domu w Teksasie w wieku 114 lat i 195 dni, chociaż jej rodzina twierdziła, że była w rzeczywistości o rok starsza. Tytuł najstarszej osoby w Stanach Zjednoczonych przejęła po niej Besse Cooper.
- 6 kwietnia 2010, Neva Morris umiera, a Eunice Sanborn mając 113 lat i 260 dni zostaje najstarszą osobą w Stanach Zjednoczonych.
- 16 stycznia 2011, Eunice Sanborn mając 114 lat i 180 dni staje się jedną z 50 najdłużej żyjących ludzi w historii.
- 31 stycznia 2011, Eunice Sanborn umiera w wieku 114 lat i 195 dni zajmując 43. miejsce na liście najdłużej żyjących ludzi w historii.